# Gebardo de Constanza
Gebardo de Constanza (Bregenz, 949-Constanza, 27 de agosto de 995), santo de la Iglesia católica y obispo de Constanza, fundó la abadía de Petershausen. 
Era hijo del conde Ulrico de Bregenz, señor de ricos dominios situados en Suiza. Su madre, Dietpurg, falleció en el parto, por cuya razón se le invocó como abogado de las mujeres encinta, de lo que se hallan ejemplos aun en el siglo XVIII.
Fue educado bajo la guía de su tío san Conrado, obispo de Constanza, quien le ordenó sacerdote. No es probable ingresase en ningún convento, aunque Bucelino pretende que fue benedictino. Mabillon lo niega porque no se habla de ello en su vida y opina que fue inscrito en los fastos de la orden porque llevó a cabo la fundación del monasterio de benedictinos de Petershausen. No se sabe con certeza la época en que empezó a regir el obispado de Constanza: una biografía del santo bastante posterior a su muerte fija el año 980, mientras que Hepidano (Caenobita S. Gaili) en sus anales señala el 975 y Hermann Contractus refiere el hecho al año 979. Lo indudable es que entre Conrado y Gebardo medió el obispo Ganunolfo. Otón II, de quien Gebardo se llamó compadre (compater) se alegró mucho de la elevación de Gebardo y la confirmación de la Santa Sede no se hizo esperar.
Los antiguos escritores no dan detalles sobre su episcopado, limitándose a elogiar en general su mérito y virtudes:
Cæpit vir Domini boni Pastoril imitari exemplus, mercenarii devitare perfidiam, talentum sibi creditum cun lucro reportare, omni mentís annisu, satagere, omni mentís annisu satugere, omni virtute operam dare, sicuti decebat Domini dispensatorem: bonus, pius, pudieus, sabrius, cantas, et, ut breviter dicam, omni bonitate conspicuus, universo morum decore ornatus. Ibat enim devirtute invirtutem, ut viderat Domini decorem in Sion. Omni custidia servabat cor suum, illud attendens quod Dominus in Evangelio ait: «Beali mundi corde, quoniam ipsi Deum videbunt.» Omnibus omnia factus est, ut omnes salvos faceret; omnia autem faciebat propter Deum, ut Imres ejus fieret, cohæres autem Christi.
Presidió un Concilio de Constanza, cuya celebración se indica simplemente, sin decir lo que en él ocurrió. La principal fundación de Gebardo fue la abadía de Petershausen, cerca de Constanza, cuya construcción empezó en 983 y que ocuparon los benedictinos de Meinradszell. En 989 obtuvo de Roma reliquias, gracias y privilegios para su abadía. Su no interrumpido interés por esta casa consta de una carta de gracia de Otón III, fechada en Birgila, (cerca de Lena) el 2 de junio de 994. En los últimos años de su vida tuvo diferencias con los monjes de Rheinau relativas a la administración de los bienes de la abadía, que el abad se arrogaba íntegra, siendo así que correspondía en parte a la jurisdicción episcopal. El asunto no se terminó viviendo él, no queriendo Otón III contrariar a su amigo. Gebardo murió en 995 y fue sepultado según su deseo en su abadía de Petershausen.
Hurer en su Helvetia sancta sostuvo que Inocencio II canonizó a Gebardo en el Concilio de Pisa en 1134. De todos modos su culto es muy antiguo, aunque su nombre no se encuentra en un breviario de Constanza de 1609. En cambio existe un oficio propio de San Gebardo en dos breviarios del siglo XVI, el uno de Lyon (1561) y el otro de Dillingen (1575). En el siglo XVIII se reavivó su culto entre los habitantes de los alrededores de Bregenz y el obispo de Constanza, Juan Federico, en un edicto de 24 de marzo de 1737, mandó abrir una información de la que resultaron aprobados gran número de milagros, cuya narración se encuentra en la vida del santo escrita en alemán en 1730. Los bollandistas la imprimieron en latín, unida a la biografía del santo publicada en 1511 en dos volúmenes por un autor de Bregenz. Enrique Canisio la reimprimió en el tomo VI Antiq. Lect.